# Klassismus
Klassismus (abgeleitet von „Klasse“ bzw. englisch class im Sinne von „soziale Klasse“, auch Klassenrassismus oder Klassenhass) bezeichnet Vorurteile oder Diskriminierung aufgrund der sozialen Herkunft oder der sozialen Position, die sich meist gegen Angehörige einer „niedrigeren“ sozialen Klasse richten. 

## Begriffsbildung

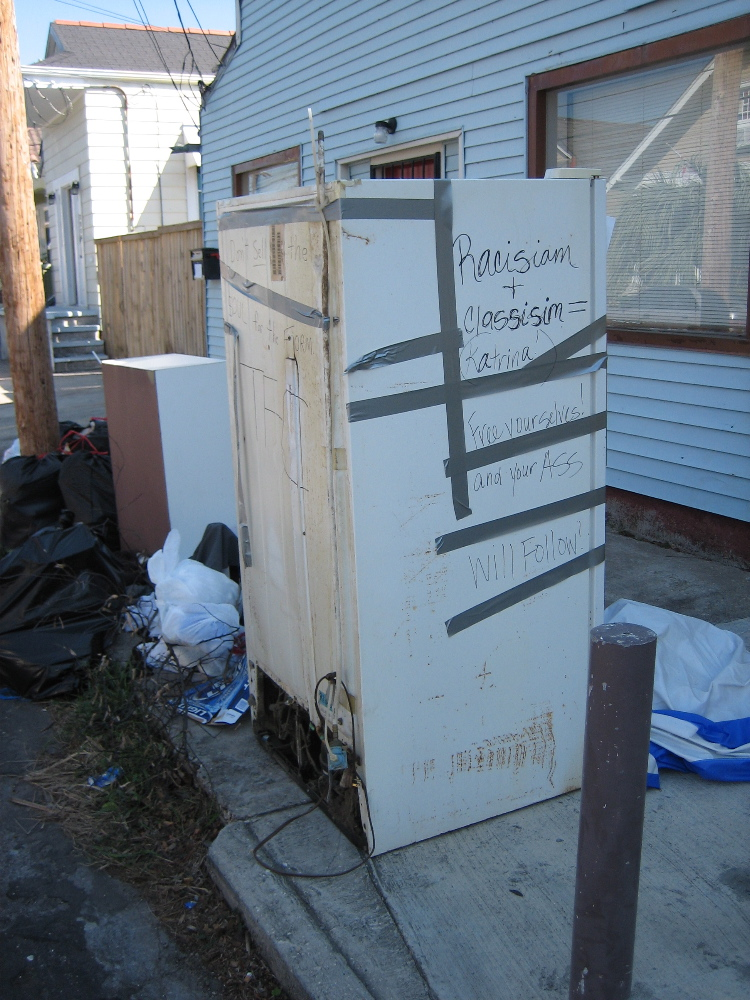
„Racis[ia]m + Classis[i]m = Katrina“ – Graffito nach dem Hurrikan Katrina, New Orleans 2005

Klassismus ist die deutsche Übersetzung des englischen Begriffs classism. Mit diesem Begriff wurden in Großbritannien spätestens seit 1839 und in Frankreich Mitte des 19. Jahrhunderts klassenbezogene Ungerechtigkeiten öffentlich-schriftlich benannt, somit scheint der Begriff wesentlich älter zu sein als verwandte Begriffe im Bereich gruppenbezogener Unterdrückung und Diskriminierung wie beispielsweise Antisemitismus, Rassismus oder Sexismus.  Der Begriff classism bildet keine nachträgliche Parallelbildung zu den Begriffen racism oder sexism, sondern ging diesen Begriffen zeitlich voraus. Der Begriff überschneidet sich mit den Bedeutungsfeldern von politischen Schlagworten wie Klassendünkel, Klassenschranken und Prekarisierung.
Die Klassismustheorie unterscheidet beispielsweise zwischen Diskriminierung gegenüber Arbeitern (working class) und armen Menschen (poverty class). Der Klassismus setzt ein Klassenbewusstsein voraus, transformiert dieses jedoch in heutige gesellschaftliche Strukturen. Klassismus kann Grundlage oder Teil von sozialen Bewegungen, sozialpolitischen Programmen und/oder säkularen, kulturellen oder politischen Ideologien sein.
In der Fachliteratur werden neben Klassismus auch die Begriffe Klassenrassismus oder Klassenhass verwendet. Als Begriff einer sich formierenden antiklassistischen Bewegung wurde der Begriff classism erstmals in den 1970er Jahren vom lesbischen Kollektiv The Furies verwendet und spielte auch im Schwarzen Feminismus von Beginn an eine große Rolle. Als der Begriff classism um 1970 in den Vereinigten Staaten wiederentdeckt wurde, geschah dies im Kontext der Thematisierung von Mehrfachdiskriminierung.
Der Sozialwissenschaftlerin Bettina Roß zufolge besteht heute ein weitgehender Konsens darüber, dass es sich bei Rassismus, Sexismus und Klassismus „um Herrschaftsverhältnisse handelt, die zusammenwirken, die sich gegenseitig verstärken, sich ähneln, aber doch nie ganz ineinander aufgehen.“

## Theorie
Die Klassismustheorie wurde maßgeblich von dem amerikanischen Ökonomen Chuck Barone entwickelt. Er unterscheidet drei Ebenen von Klassismus:
MakroebeneInstitutionell bedingte Unterdrückung einer Klasse durch eine andere vor allem durch ein bestimmtes polit-ökonomisches System. In diesen Bereich fällt beispielsweise Ausbeutung im Sinne von als unzureichend bezahlt empfundener Arbeit. Das heißt auch, dass der Kapitalismus an sich bereits klassistisch, bzw. dass Antiklassismus auf dieser Ebene notwendigerweise antikapitalistisch sei.
MesoebeneUnterdrückung einer Klasse auf Gruppenebene durch den Aufbau von negativen Vorurteilen gegenüber Angehörigen einer „niedrigeren“ Klasse u. a. mit Hilfe der Massenmedien. Antiklassismus auf dieser Ebene umfasst deshalb auch die Forderung nach einer anderen Medienkultur.
MikroebeneUnterdrückung auf Einzelebene durch individuelle Einstellungen, Identitäten und Interaktionen. In den USA gibt es seit einigen Jahren Anti-Klassismus-Trainings analog zu den Anti-Rassismus-Trainings, um individuelle klassistische Einstellungen zu überwinden. Ähnliches dazu siehe: Snobismus und Alltagsrassismus.
Klassismustheorien sehen die Auseinandersetzung zwischen Klassen als Hauptwiderspruch im Sinne des Marxismus, Diskriminierungen auf Grund von Geschlecht oder Ethnizität als „Nebenwidersprüche“. Sie wollen vor allem verhindern, dass die Diskussion über Klassendiskriminierung gegenüber Sexismus und Rassismus als Diskriminierungsformen weiter in den Hintergrund gerät. Betont wird auch die Überschneidung verschiedener Unterdrückungsformen, wie sie beispielsweise von der Intersektionalitäts-Theorie formuliert wird.
Die Klassismustheorie hat Kontinentaleuropa und insbesondere den deutschsprachigen Raum bisher kaum erreicht. Im europäischen Diskurs spielen – vor allem in Bezug auf die soziale Vererbung von „Klasse“ – eher die Begriffe Kapitalsorten, Habitus und symbolische Gewalt, die Pierre Bourdieu geprägt hat, eine Rolle. Diese wiederum sind in den USA weniger gebräuchlich.

## Auswirkungen von Klassismus
Für Betroffene kann Klassismus mit Scham- und Schuldgefühlen sowie sozialer Isolation einhergehen und die gesellschaftliche Teilhabe sowie eine politische Artikulation von Forderungen erschweren. Klassistische Diskriminierungen können sogenannte Problem- und Blockadenspiralen herbeiführen, die sich auf die Partnerschaft übertragen. Anzunehmen ist, dass sozial-emotionale Persönlichkeitseigenschaften wie „warmherzig“ und „expressiv“ durch klassistische Denkmuster unterdrückt werden, da diese als „statusniedriger“ eingeschätzt werden.

## Aktivismus gegen Klassismus
In vielen Bereichen wie der Arbeit gegen Obdachlosendiskriminierung oder mit Erwerbslosen wird oft nicht explizit auf den Klassismusbegriff verwiesen. Eine sich explizit als Aktivismus gegen Klassismus verstehende Praxis findet sich aber in Kollektiven von Lesben, die sich als „Prololesben“ (proletarische Lesben) bezeichnen, in Workshops und Antidiskriminierungstrainings sowie im bildungspolitischen Kontext. Ansätze, die Klassen als sozial konstruiert verstehen, sehen außerdem in der Dekonstruktion Möglichkeiten, abwertende Bezeichnungen als solche zu identifizieren und zu vermeiden. Andreas Kemper fordert zudem aber auch einen Umbau des Bildungssystems und eine „Proletarisierung der Universitäten“. An einigen Universitäten haben sich Referate gebildet, die sich für die Interessen von Kindern aus Arbeiterfamilien einsetzen sollen. Aktivismus gegen Klassismus legt generell einen Fokus auf Bildungsarbeit, die das Wissen über Klassismus verbreiten und emanzipatorische Strategien erarbeiten soll.

## Debatte
Zeit-Redakteur Lars Weisbrod argumentierte in einer Diskussion der taz, beim Thema Diskriminierung verhalte sich die Kategorie Klasse anders als die Kategorien Race oder Gender: Niemand wolle arm bleiben. Der Unterschied von Klassismus zu anderen Formen der Diskriminierung liege darin, dass Klasse aus der Perspektive der Linken abgeschafft werden solle. Christian Baron verweist zudem darauf, dass es keinen Sinn habe, Klasse analog zu race als sozial konstruiert zu bezeichnen, und empfiehlt der Klassismusforschung, auf eine ökonomisch fundierte Klassentheorie als Grundlage zurückzugreifen. So könne auch die Klasse als handelndes Kollektivsubjekt in den Blick genommen werden. Bernhard Pirkl bezeichnete den Anspruch des „Autonomen Referats für antiklassistisches Empowerment“, „eine klassenlose Gesellschaft ohne Diskriminierungen zu erkämpfen“, in der Jungle World als Tautologie. Er wendet ein: „Wie hätte man sich denn in einer Gesellschaft, in der das Prinzip ,Jeder nach seinen Fähigkeiten, jedem nach seinen Bedürfnissen‘ (Karl Marx) bereits durchgesetzt ist, Diskriminierung überhaupt vorzustellen?“ Aus marxistischer Perspektive wird die begriffliche Unschärfe des Klassismus-Begriffs, die fehlende Beschäftigung mit Ursachen von Ungleichheit und eine fehlende revolutionäre Perspektive kritisiert. Thomas Thiel kritisierte in der FAZ, der Klassismus-Diskurs kenne die Personen nicht, für die er Partei ergreife, da er überwiegend in einem urbanen, akademischen Milieu geführt werde.
Verschiedene Autoren bezeichnen die Rede vom Klassismus als Identitätspolitik, die auf die Verbesserung ökonomischer Verhältnisse sozial Benachteiligter keine Auswirkung habe. Bastian Tebarth schreibt im Neuen Deutschland: „Auch wenn man dem Theorem und seiner Praxis zugutehalten muss, dass es Klassenbewusstsein zu schaffen vermag, bleibt es meist auf der identitätspolitischen Mikroebene des Individuums stecken.“ Martin Eimermacher kritisierte in der Zeit, soziale Unterschiede würden „identitätspolitisch sozusagen re-individualisiert“. Die Klassismus-Praxis bestehe „überwiegend aus Sensibilisierungsworkshops, Coachings und offenen Briefen, also: in der moralischen Justierung persönlicher Einstellungsmuster.“
Der Autor Houssam Hamade wendet gegen diese Vorbehalte ein, dass „materielle Ungleichheit und ideologische Abwertung von Arbeitenden und Armen“ zusammengedacht werden müssten und dies von antiklassistischen Aktivisten in der Regel auch geschehe. Der Vorwurf, materielle Bedingungen für Armut würden durch eine Fokussierung auf Antiklassismus vernachlässigt, sieht er als unbelegte Behauptung an. Auf ähnliche Weise verteidigt die Sozialarbeiterin und Praxisforscherin Tanja Abou den Klassismusbegriff: „Für mich schließen sich die Umverteilungs- und die Anerkennungsfrage überhaupt nicht aus. Das ist für mich Teil von allen politischen Kämpfen.“ Vielmehr handelt es sich laut Houssam Hamade bei der Analyse kultureller Abwertungen von Menschen aus unteren Gesellschaftsschichten um eine wertvolle Ergänzung marxistischer Theorien: „Es ist kaum denkbar, dass die riesigen Ungleichheiten moderner kapitalistischer Gesellschaften ohne klassistische Ideologie legitimierbar wären.“ Diese Einschätzung teilt auch Sebastian Friedrich, der die Stigmatisierung Erwerbsloser als „faul“ oder „frech“ als entscheidenden Wegbereiter für die Agenda 2010 ansieht.
Der Autor Fabian Nehring wiederum verteidigt die Kritik: „Der blinde Fleck des Antiklassismus in Theorie und Praxis ist trotz dieser verbalen Bekenntnisse das Wirtschaftssystem“. Zwar würden antiklassistische Autoren Umverteilung fordern, selten jedoch die Ursachen von Ungleichheit in Form des kapitalistischen Wirtschaftssystems thematisieren. Die Analysen von Marx fänden in den Antiklassismus-Theorien zu wenig Beachtung. Somit setze sich der Antiklassismus vor allem für Chancengleichheit ein, nicht jedoch dafür, das Wirtschaftssystem an sich zu überwinden, das diese Ungleichheiten im Vornherein produziert habe.

### Deutschsprachige Literatur
- Riccardo Altieri, Bernd Hüttner (Hrsg.): Klassismus und Wissenschaft. Erfahrungsberichte und Bewältigungsstrategien. BdWi-Verlag, Marburg 2020, ISBN 978-3-939864-28-8 (Zugang zur pdf auf rosalux.de).
- Bundeskoordination Schule ohne Rassismus – Schule mit Courage (Hrsg.): Klassismus. Diskriminierung aufgrund der sozialen Herkunft. Themenheft mit Beiträgen von Jonas Engelmann, Rico Grimm, Ulrike Herrmann, Andreas Kemper, Sanem Kleff und Eberhard Seidel. Berlin 2017, ISBN 978-3-933247-70-4 (Online).
- an.schläge. Das feministische Magazin. Schwerpunktausgabe Klassismus. Oktober 2014 (Link).
- Christian Baron, Britta Steinwachs: Faul, Frech, Dreist. Die Diskriminierung von Erwerbslosigkeit durch BILD-Leser*innen (= Kritische Wissenschaften – Klassismus. Band 1). Edition Assemblage, ISBN 978-3-942885-18-8.
- Torsten Bewernitz: Das Fehlen der Fabriken. Kritik des Klassismus-Begriffs. Beitrag zur Ad-Hoc-Gruppe Klassismus – Ein produktiver Ansatz zur Analyse klassenspezifischer Ausschlüsse? 38. Kongress der Deutschen Gesellschaft für Soziologie, 2016 (PDF).
- Leah Carola Czollek, Gudrun Perko, Heike Weinbach: Praxishandbuch Social Justice und Diversity. Beltz Juventa, 2012, ISBN 978-3-7799-2822-5.
- Markus Gamper, Annett Kupfer: Klassismus, transcript (UTB), Bielefeld 2023, ISBN 978-3-8252-5927-3.
- Marlen Hobrack: Klassismus. 100 Seiten. Reclam, Ditzingen 2024, ISBN 978-3-15-020714-7.
- Owen Jones: Prolls. Die Dämonisierung der Arbeiterklasse (bezogen auf Großbritannien). VAT Verlag André Thiele, 2012, ISBN 978-3-940884-79-4 (Original: Chavs. The Demonization of the Working Class, s. u.).
- Andreas Kemper, Heike Weinbach: Klassismus. Eine Einführung. Unrast Verlag, Münster 2009, ISBN 978-3-89771-467-0.
- Anja Meulenbelt: Scheidelinien. Über Sexismus, Rassismus und Klassismus. Rowohlt, Reinbek bei Hamburg 1988, ISBN 3-498-04316-1.
- Julia Roßhart: Anti/Klassismus im feministischen Bewegungsalltag: Eine Spurensuche. In: Roman Klarfeld, Dagmar Nöldge, Friedrike Mehl (Hrsg.): Spurensicherung. Feminismus in Aktion und Dokument. Berlin 2013.
- Julia Roßhart: Klassenunterschiede im feministischen Bewegungsalltag. Anti-klassistische Interventionen in der Frauen- und Lesbenbewegung der 80er und 90er Jahre in der BRD. W_orten & meer GmbH, Berlin 2016, ISBN 978-3-945644-06-5.
- Francis Seeck, Brigitte Theißl (Hrsg.): Solidarisch gegen Klassismus. Organisieren, intervenieren, umverteilen. Unrast, Münster 2021, ISBN 978-3-89771-296-6.
- Francis Seeck: Zugang verwehrt. Keine Chance in der Klassengesellschaft: wie Klassismus soziale Ungleichheit fördert. Atrium, Zürich 2022, ISBN 978-3-85535-128-2.
- Hans-Günter Thien: Klassentheorien – Die letzten 50 Jahre, in: Prokla 175, 44. Jg., Nr. 2 2014 (PDF).
- Heike Weinbach: Social Justice statt Kultur der Kälte. Alternativen zur Diskriminierungspolitik in der Bundesrepublik Deutschland. Karl Dietz Verlag, Berlin 2006, ISBN 3-320-02911-8 (PDF).
- Gabriele Winker, Nina Degele: Intersektionalität. Zur Analyse sozialer Ungleichheiten. Transcript, Bielefeld 2009, ISBN 978-3-8376-1149-6.

### Englischsprachige Literatur
- Maurianne Adams, Warren J. Blumenfeld, Rosie Castaneda, Heather W. Hackman, Madeline L. Peters, Ximena Zuniga (Hrsg.): Readings for Diversity and Social Justice. An Anthology on Racism, Antisemitism, Heterosexism, Ableism, and Classism. Routledge, New York / London 2000, ISBN 0-415-92634-3.
- Marcia Hill, Esther D. Rothblum (Hrsg.): Classism and Feminist Therapy. Counting Costs. Harrington Park Press, New York 1996, ISBN 1-56023-092-4.
- Jacqueline S. Homan: Classism For Dimwits. Elf Books, 2008, ISBN 978-0-9815679-1-4.
- bell hooks: Where We Stand. Class Matters. Routledge, New York 2000, ISBN 0-415-92911-3 (PDF; 1,1 MB).
- Barbara Jensen: Reading Classes: On Culture and Classism in America. Cornell University Press, 2012.
- Owen Jones: Chavs. The Demonization of the Working Class. Verso, 2012, ISBN 978-1-84467-864-8.
- Betsy Leondar-Wright: Class Matters: Cross-Class Alliance Building for Middle Class Activists. New Society Publishers, Gabriola Island 2005, ISBN 0-86571-523-8.
- John Russo, Sherry Lee Linkon (Hrsg.): New Working-Class Studies. ILR Press, Ithaca 2005, ISBN 0-8014-8967-9.
- I. M. Shanklin: The Laborer and His Hire. The Neale Company, Washington 1900 (archive.org).